# Liste von Sakralbauten in Hemmingen
Die Liste von Sakralbauten in Hemmingen nennt Kirchengebäude und andere Sakralbauten in Hemmingen, Region Hannover, Niedersachsen.

## Liste
| Bild | Name               | Ort                  | Koordinaten                     | Konfession der Gemeinde                                      |
| ---- | ------------------ | -------------------- | ------------------------------- | ------------------------------------------------------------ |
|      | Wehrkapelle        | Arnum                | 52° 18′ 6,9″ N, 9° 44′ 26,7″ O  | evangelisch-lutherisch                                       |
|      | Friedenskirche     | Arnum                | 52° 18′ 5,4″ N, 9° 44′ 2,3″ O   | evangelisch-lutherisch                                       |
|      | Herz-Mariä-Kirche  | Arnum                | 52° 17′ 51,1″ N, 9° 44′ 30″ O   | ehemals römisch-katholisch, 2008 aufgegeben, 2009 abgerissen |
|      | Kapelle            | Devese               | 52° 18′ 55,7″ N, 9° 42′ 40,7″ O | evangelisch-lutherisch                                       |
|      | Kapelle            | Harkenbleck          | 52° 17′ 29,2″ N, 9° 45′ 56,3″ O | evangelisch-lutherisch                                       |
|      | St. Johannes Bosco | Hemmingen-Westerfeld | 52° 19′ 31,4″ N, 9° 44′ 10″ O   | römisch-katholisch                                           |
|      | Trinitatis         | Westerfeld           | 52° 19′ 32″ N, 9° 43′ 29″ O     | evangelisch-lutherisch                                       |
|      | Kapelle            | Hemmingen            | 52° 19′ 14,5″ N, 9° 44′ 57,5″ O | evangelisch-lutherisch                                       |
|      | Nikolai-Kirche     | Hiddestorf           | 52° 16′ 48,6″ N, 9° 42′ 44″ O   | evangelisch-lutherisch                                       |
|      | St.-Vitus-Kirche   | Wilkenburg           | 52° 18′ 47,9″ N, 9° 45′ 34,3″ O | evangelisch-lutherisch                                       |